# Komanda '33'
Komanda '33' (Команда «33») è un film del 1987 diretto da Nikolaj Gusarov.

## Trama
Il film racconta il tenente colonnello, che dovrebbe accompagnare la squadra di coscritti in Estremo Oriente.